# Hadada-ibis
De hadada-ibis (Bostrychia hagedash) is een vogelsoort uit de familie ibissen en lepelaars (Threskiornithidae) die voorkomt in Sub-Saharisch Afrika.

## Kenmerken
De hadada-ibis is 76 cm lang. Het is een donker gekleurde, plomp soort ibis, in vergelijking met de zwarte ibis. De kop, hals, borst en buik zijn grijsbruin. Van boven is de vogel donkerder bruin. Van dichtbij is te zien dat de vleugels bronskleurig zijn met een metaalglans. Opvallend is een witte baardstreep op de kop die loopt van de snavel tot onder het oog.
Het is een luidruchtige vogel, vooral gedurende de avond- en morgenschemering. Het geluid is een hard en rauw klinkend ha-ha, ha-dà-ha. De naam van deze ibis is daaraan ontleend.

## Verspreiding en leefgebied
De hadada-ibis komt wijd verspreid voor in Afrika. Binnen dit gebied worden drie ondersoorten onderscheiden:
- Bostrychia hagedash nilotica (Soedan en Ethiopië tot in het Kongogebied, Oeganda en het noordwesten van Tanzania)
- Bostrychia hagedash brevirostris (Senegal tot Kenia en zuidelijk tot in Zambia en het noorden van Mozambique)
- Bostrychia hagedash hagedash (zuidelijk Afrika)

Het leefgebied bestaat uit rivier- en beekgeleidend bos en vochtige graslanden. De vogel wordt ook aangetrokken door gebieden die door irrigatieprojecten nat gehouden worden of in grote tuinen en sportvelden. De ibis foerageert op wormen, slakken andere weekdieren en waterinsecten.

## Status
De hadada-ibis heeft een groot verspreidingsgebied en daardoor is de kans op de status kwetsbaar (voor uitsterven) uiterst gering. De grootte van de populatie is niet gekwantificeerd. De vogel gaat in aantallen vooruit. Om deze redenen staat deze ibis als niet bedreigd op de Rode Lijst van de IUCN.

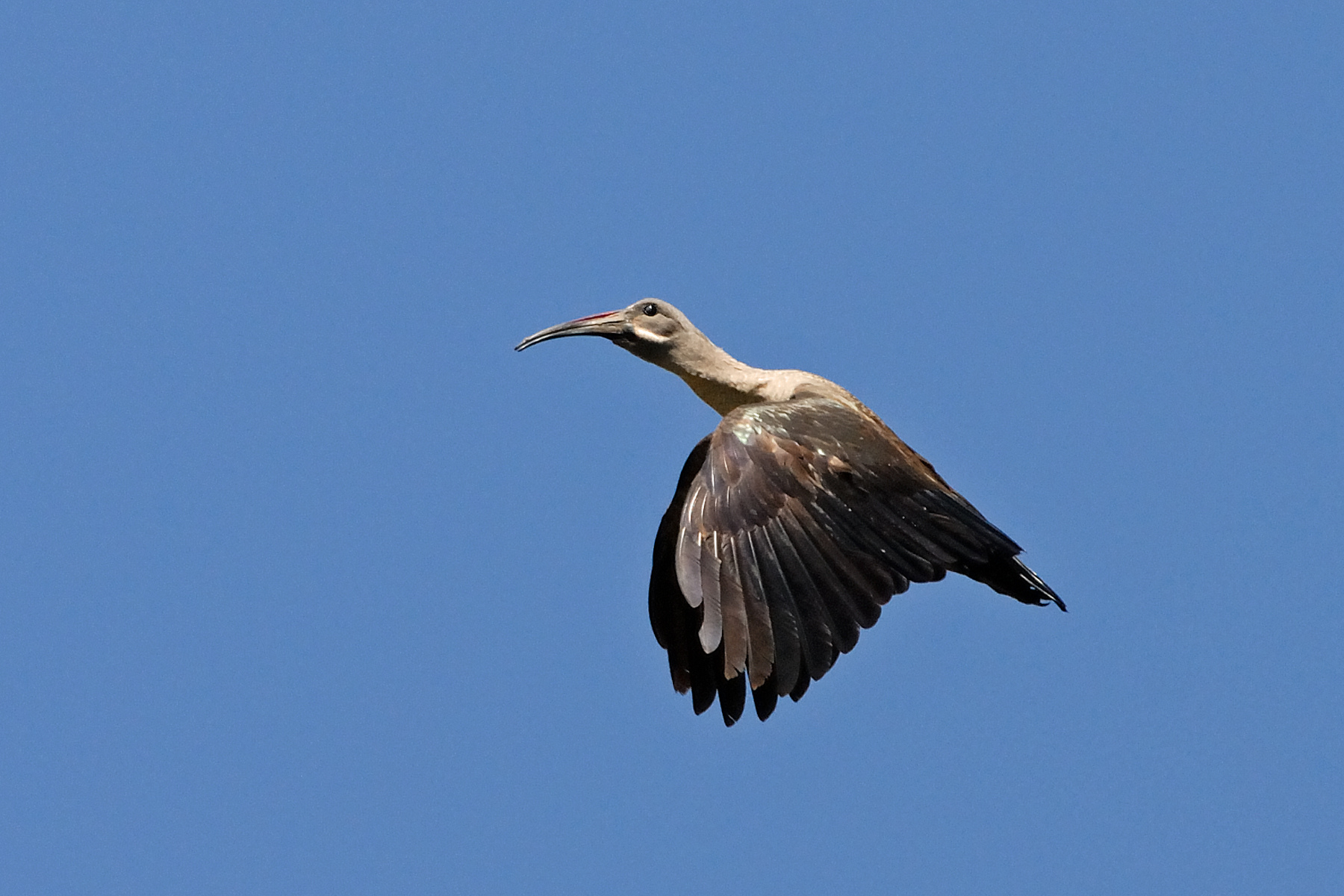
In vlucht
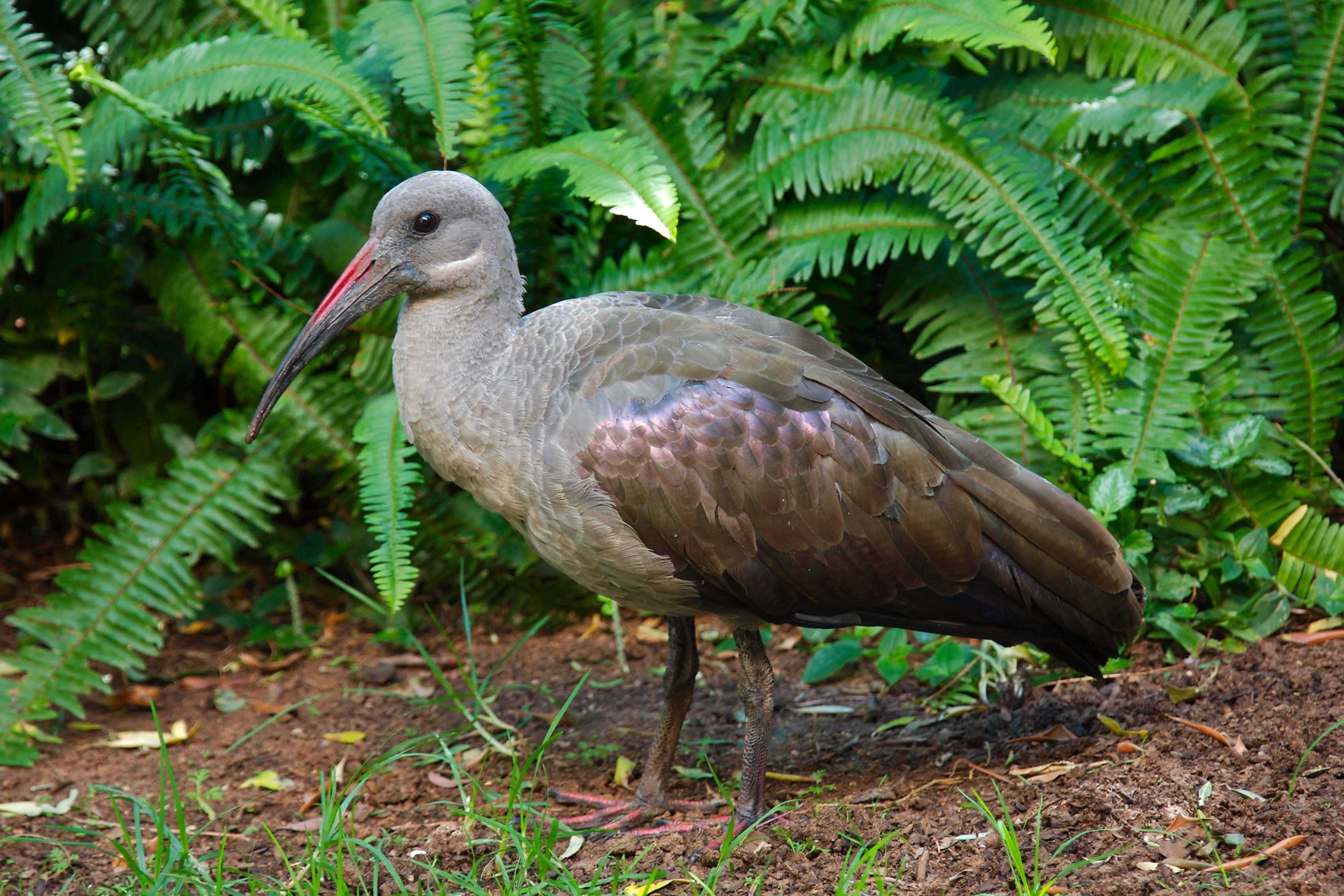
Hadada-ibis in tuin van buitenwijk van Johannesburg.